# Ruta IM57 (Lima)
La ruta IM57 o "la 32B" es una ruta de transporte público del área metropolitana de Lima, que conecta los distritos de San Martín de Porres y Ate. El trayecto de esta ruta consta de 112 y 113 paradas dependiendo de la dirección y dura aproximadamente entre 2 y 3 horas.

## Características
Esta ruta de transporte público está administrada por la Empresa de Transportes Virgen de la Asunción S.A. (EVIFASA), la cual gestiona también la ruta 4210, que transita por la urbe limeño-chalaca.

### Autorización
La ruta IM57 se encuentra autorizada por la Municipalidad Provincial del Callao (MPC) y la Autoridad de Transporte Urbano (ATU).

## Trayecto
Los autobuses de la ruta IM57 (aprox. 70) comienzan a operar a las 5:00 a.m. y terminan a las 11:00 p.m. por los distritos de San Martín de Porres, Los Olivos, Callao, Lima, Pueblo Libre, Jesús María, Lince, La Victoria, San Luis, Ate y Santa Anita en las provincias de Lima y del Callao; pasando por importantes lugares, tales como la Universidad Nacional Mayor de San Marcos, la Pontificia Universidad Católica del Perú, la Villa Deportiva Nacional y las estaciones Evitamiento, Óvalo Santa Anita, Colectora Industrial y Hermilio Valdizán.

### Terminales
Su terminal de ida se encuentra en la urbanización Los Huertos de Naranjal, en San Martín de Porres y su terminal de vuelta se encuentra en la urbanización Las Gardenias, en Ate.

### Recorrido
| Dirección                         | Avenidas y calles |
| --------------------------------- | --- |
| Ida Hacia Ate                     | Av. Yurumayo - Av. Periférica Meléndez Loayza - Av. Canta Callao - Av. A - Av. Los Próceres de Huandoy - Av. Naranjal - Av. Canta Callao - Av. Los Dominicos - Av. José Granda - Av. 12 de Octubre - Av. Perú - Av. Universitaria - Av. Óscar Raimundo Benavides - Av. Aurelio García y García - Av. Venezuela - Av. Universitaria - Av. Simón Bolívar - Av. Húsares de Junín - Av. Edgardo Rebagliati - Jr. Domingo Cueto - Av. Arenales - Av. José Pardo de Zela - Av. Canadá - Av. Circunvalación - Av. Domingo Nieto - Av. Las Torres - Av. Separadora Industrial - Av. Benjamín Franklin - Av. Santa Rosa - Av. Nicolás Ayllón - Av. La Cultura - Av. Los Virreyes - C. 10 - Av. Las Gaviotas. |
| Vuelta Hacia San Martín de Porres | Av. Las Gaviotas - C. 10 - Av. Los Virreyes - Av. La Cultura - Av. Nicolás Ayllón - Av. Santa Rosa - Av. Benjamín Franklin - Av. Separadora Industrial - Av. Las Torres - Av. Domingo Nieto - Av. Circunvalación - Av. Canadá - Av. José Pardo de Zela - Av. José María Córdoba - Av. Edgardo Rebagliati - Av. Salaverry - Av. Mariátegui - Av. Franco - Av. Brasil - Av. Simón Bolívar - Av. Universitaria - Av. Ramón Herrera - Av. Universitaria - Av. Perú - C. Huancayo - Av. 12 de Octubre - Av. José Granda - Av. Los Dominicos - Av. Canta Callao - Av. Naranjal - Av. Los Próceres de Huandoy - Av. A - Av. Canta Callao - Av. Periférica Meléndez Loayza - Av. Yurumayo.                  |

## Rutas relacionadas
4210 (Ate - San Martín de Porres), IM40 (Callao - Ate).